# Persone di nome Emanuel
| Questa pagina contiene informazioni ricavate automaticamente dalle voci biografiche con l'ausilio del template Bio e di un bot. L'aggiornamento è periodico e automatico e ricostruisce completamente la pagina. Se manca una persona in questa lista, sei pregato di non aggiungerla, ma accertati piuttosto che la sua voce biografica contenga il template Bio e che i dati anagrafici siano correttamente compilati. Se il template Bio manca, inseriscilo tu stesso o, in alternativa, metti l'avviso {{tmp\|Bio}} che ne segnala la mancanza. Se i dati riportati sono sbagliati, correggi direttamente la voce biografica; le modifiche saranno visibili in questa lista entro pochi giorni. Per chiarimenti vedi il progetto antroponimi. La lista contiene solo le 115 persone che sono citate nell'enciclopedia e per le quali è stato implementato correttamente il template Bio. Pagina aggiornata al 22 lug 2025. |

Questa è una lista di persone presenti nell'enciclopedia che hanno il nome Emanuel, suddivise per attività principale.

## Allenatori di calcio(1)
- Emanuel Pogatetz, allenatore di calcio e ex calciatore austriaco (Graz, n. 1983)

## Archeologi(1)
- Emanuel Löwy, archeologo austriaco (Vienna, n. 1857 - Vienna, † 1938)

## Artisti(1)
- Emvin Cremona, artista maltese (La Valletta, n. 1919 - La Valletta, † 1987)

## Attori(4)
- Emanuel Bevilacqua, attore italiano (Roma, n. 1968)
- Emanuel Caserio, attore italiano (Latina, n. 1987)
- Emanuel Pârvu, attore, regista e sceneggiatore rumeno (Bucarest, n. 1979)
- Edward G. Robinson, attore rumeno (Bucarest, n. 1893 - Los Angeles, † 1973)

## Attori teatrali(1)
- Emanuel Schikaneder, attore teatrale, basso e librettista tedesco (Straubing, n. 1751 - Vienna, † 1812)

## Biblisti(1)
- Emanuel Tov, biblista olandese (Amsterdam, n. 1941)

## Botanici(2)
- Ludwig Fischer, botanico svizzero (Berna, n. 1828 - Berna, † 1907)
- Emanuel Mendez da Costa, botanico, naturalista e filosofo inglese (n. 1717 - † 1791)

## Calciatori(42)
- Emanuel Aiwu, calciatore austriaco (Innsbruck, n. 2000)
- Joel Amoroso, calciatore argentino (Rosario, n. 1988)
- Emanuel Attard, calciatore maltese (n. 1934 - † 2002)
- Emanuel Beltrán, calciatore uruguaiano (Santa Lucía, n. 1998)
- Emanuel Benda, calciatore boemo (n. 1884)
- Emanuel Biancucchi, ex calciatore argentino (Rosario, n. 1988)
- Emanuel Bocchino, calciatore argentino (Bigand, n. 1988)
- Emanuel Briffa, ex calciatore maltese (Għaxaq, n. 1994)
- Emanuel Brítez, calciatore argentino (Santa Fe, n. 1992)
- Emanuel Cecchini, calciatore argentino (Ingeniero Luis A. Huergo, n. 1996)
- Emanuel Coronel, calciatore argentino (Concepción, n. 1997)
- Emanuel De Porras, ex calciatore argentino (Cutral Có, n. 1981)
- Emanuel Emegha, calciatore olandese (L'Aia, n. 2003)
- Emanuel Farrugia, ex calciatore maltese (n. 1957)
- Emanuel Fillola, calciatore uruguaiano (Montevideo, n. 1914)
- Emanuel García, calciatore argentino (Mendoza, n. 1993)
- Emanuel Gularte, calciatore uruguaiano (Montevideo, n. 1997)
- Natanael Guzmán, calciatore argentino (Villa Nueva, n. 1999)
- Emanuel Günther, ex calciatore tedesco (Worms, n. 1954)
- Emanuel Herrera, calciatore argentino (Rosario, n. 1987)
- Emanuel Insúa, calciatore argentino (Buenos Aires, n. 1991)
- Emanuel Iñiguez, calciatore argentino (General Pirán, n. 1996)
- Emanuel Lowell, ex calciatore maltese (n. 1964)
- Robert Maah, ex calciatore francese (Parigi, n. 1985)
- Emanuel Maciel, calciatore argentino (José C. Paz, n. 1997)
- Emanuel Mammana, calciatore argentino (Merlo, n. 1996)
- Manú, ex calciatore portoghese (Setúbal, n. 1982)
- Emanuel Mercado, calciatore argentino (Marcos Juárez, n. 1997)
- Emanuel Moreno, calciatore argentino (Paraná, n. 1990)
- Emanuel Olivera, calciatore argentino (Buenos Aires, n. 1990)
- Emanuel Paniagua, calciatore boliviano (Tarija, n. 2005)
- Emanuel Perrone, ex calciatore argentino (Río Cuarto, n. 1983)
- Emanuel Poku, calciatore olandese (n. 2005)
- Emanuel Reynoso, calciatore argentino (Córdoba, n. 1995)
- Emanuel Rivas, ex calciatore argentino (Quilmes, n. 1983)
- Emanuel Schreiner, calciatore austriaco (Steyr, n. 1989)
- Emanuel Taffertshofer, calciatore tedesco (Landsberg am Lech, n. 1995)
- Emanuel Trípodi, ex calciatore argentino (Comodoro Rivadavia, n. 1981)
- Emanuel Vignato, calciatore italiano (Negrar, n. 2000)
- Emanuel Villa, ex calciatore argentino (Casilda, n. 1982)
- Emanuel Zünd, calciatore liechtensteinese (Vaduz, n. 2004)
- Emanuel Šakić, calciatore austriaco (Vienna, n. 1991)

## Canoisti(1)
- Emanuel Silva, canoista portoghese (Braga, n. 1985)

## Cartografi(1)
- Emanuel Bowen, cartografo, editore e incisore gallese (Regno Unito, n. 1714 - Regno Unito, † 1767)

## Cestisti(6)
- Emanuel Cățe, cestista rumeno (Bucarest, n. 1997)
- Emanuel Ginóbili, ex cestista argentino (Bahía Blanca, n. 1977)
- Manny Leaks, ex cestista statunitense (Cleveland, n. 1945)
- Emanuel Miller, cestista canadese (Scarborough, n. 2000)
- Emanuel Neto, ex cestista angolano (Luanda, n. 1984)
- Emanuel Terry, cestista statunitense (Birmingham, n. 1996)

## Ciclisti su strada(2)
- Emanuel Buchmann, ciclista su strada tedesco (Ravensburg, n. 1992)
- Emanuel Kišerlovski, ciclista su strada e ciclocrossista croato (Čačak, n. 1984)

## Coreografi(1)
- Emanuel Lo, coreografo, ballerino e cantautore italiano (Roma, n. 1979)

## Economisti(1)
- Emanuel Herrmann, economista austriaco (Klagenfurt am Wörthersee, n. 1839 - Vienna, † 1902)

## Editori(1)
- Emanuel Querido, editore, romanziere e attivista olandese (Amsterdam, n. 1871 - Campo di sterminio di Sobibór, † 1943)

## Filosofi(1)
- Emanuel Swedenborg, filosofo e mistico svedese (Stoccolma, n. 1688 - Londra, † 1772)

## Ginnasti(1)
- Emanuel Löffler, ginnasta cecoslovacco (Meziříčko, n. 1901 - Praga, † 1986)

## Giocatori di beach volley(1)
- Emanuel Rego, ex giocatore di beach volley brasiliano (Curitiba, n. 1973)

## Giocatori di calcio a 5(1)
- Bibi, ex giocatore di calcio a 5 portoghese (Lisbona, n. 1980)

## Giocatori di football americano(4)
- Emanuel Cook, giocatore di football americano statunitense (Riviera Beach, n. 1988)
- E.J. Jenkins, giocatore di football americano statunitense (Fredericksburg, n. 1998)
- Emanuel King, ex giocatore di football americano statunitense (Leroy, n. 1963)
- Emanuel Wilson, giocatore di football americano statunitense (Charlotte, n. 1999)

## Giornalisti(1)
- Tadeu Schmidt, giornalista e conduttore televisivo brasiliano (Natal, n. 1974)

## Hockeisti su ghiaccio(2)
- Emanuel Scelfo, hockeista su ghiaccio italiano (Bolzano, n. 1979)
- Emanuel Viveiros, ex hockeista su ghiaccio canadese (St. Albert, n. 1966)

## Imprenditori(2)
- Emanuel Nobel, imprenditore svedese (San Pietroburgo, n. 1859 - Stoccolma, † 1932)
- Jim Rohn, imprenditore statunitense (Yakima, n. 1930 - † 2009)

## Insegnanti(1)
- Emanuel Pastreich, docente statunitense (Nashville, n. 1964)

## Lunghisti(1)
- Emanuel Archibald, lunghista e velocista guyanese (Georgetown, n. 1994)

## Militari(2)
- Emanuel Moravec, ufficiale e scrittore ceco (n. 1893 - † 1945)
- Emanuel Schäfer, militare e agente segreto tedesco (Hlučín, n. 1900 - Colonia, † 1974)

## Neurologi(1)
- Emanuel Mendel, neurologo e psichiatra tedesco (Bolesławiec, n. 1839 - Pankow, † 1907)

## Nobili(2)
- Emanuele di Salm-Salm, nobile (Münster, n. 1871 - Pinsk, † 1916)
- Emanuel Philibert von Waldstein-Wartenberg, nobile austriaco (Vienna, n. 1731 - Trebitsch, † 1775)

## Pallavolisti(1)
- Emanuel Kohút, pallavolista slovacco (Bratislava, n. 1982)

## Pianisti(1)
- Emanuel Ax, pianista statunitense (Leopoli, n. 1949)

## Pirati(1)
- Emanuel Wynne, pirata francese (Francia, n. 1650 - Caraibi)

## Pittori(2)
- Emanuel Leutze, pittore tedesco (Schwäbisch Gmünd, n. 1816 - Washington, † 1868)
- Emanuel de Witte, pittore olandese (Alkmaar - Amsterdam, † 1692)

## Poeti(2)
- Emanuel Carnevali, poeta e scrittore italiano (Firenze, n. 1897 - Bologna, † 1942)
- Emanuel Geibel, poeta tedesco (Lubecca, n. 1815 - † 1884)

## Politici(7)
- Emanuel Cleaver, politico e pastore protestante statunitense (Waxahachie, n. 1944)
- Emanuel Dubský z Třebomyslic, politico, imprenditore e nobile boemo (Vienna, n. 1806 - Lysice, † 1881)
- Émile Hamilius, politico e calciatore lussemburghese (Esch-sur-Alzette, n. 1897 - Lussemburgo, † 1971)
- Emanuel Mori, politico micronesiano (Fefen, n. 1948)
- Emanuel L. Philipp, politico e imprenditore statunitense (Honey Creek, n. 1861 - Milwaukee, † 1925)
- Emanuel Schädler, politico liechtensteinese (Altstätten, n. 1983)
- Emanuel Shinwell, politico britannico (Londra, n. 1884 - Londra, † 1986)

## Principi(1)
- Emanuel von und zu Liechtenstein, principe liechtensteinese (Betliar, n. 1908 - Grabs, † 1987)

## Rabbini(1)
- Emanuel Rackman, rabbino, teologo e predicatore statunitense (Albany, n. 1910 - New York, † 2008)

## Rapper(2)
- Da' T.R.U.T.H., rapper statunitense (Filadelfia, n. 1977)
- Pajel, rapper tedesco (Neuss)

## Scacchisti(2)
- Emanuel Lasker, scacchista, matematico e goista tedesco (Barlinek, n. 1868 - New York, † 1941)
- Emanuel Schiffers, scacchista russo (San Pietroburgo, n. 1850 - † 1904)

## Sciatori alpini(1)
- Emanuel Isaxon, ex sciatore alpino svedese (n. 1972)

## Slittinisti(1)
- Emanuel Rieder, slittinista italiano (Bressanone, n. 1993)

## Snowboarder(1)
- Emanuel Perathoner, snowboarder italiano (Bolzano, n. 1986)

## Stilisti(1)
- Emanuel Ungaro, stilista francese (Aix-en-Provence, n. 1933 - Parigi, † 2019)

## Storici(1)
- Emanuel Ringelblum, storico polacco (Bučač, n. 1900 - Varsavia, † 1944)

## Tennisti(1)
- Emanuel Couto, ex tennista portoghese (Guarda, n. 1973)

## Violoncellisti(1)
- Emanuel Feuermann, violoncellista austriaco (Kolomyia, n. 1902 - New York, † 1942)

## Wrestler(2)
- Manny Fernandez, wrestler statunitense (El Paso, n. 1954)
- Kalisto, wrestler statunitense (Chicago, n. 1986)